# Afrixalus lindholmi
Afrixalus lindholmi là một loài ếch thuộc họ Hyperoliidae.
Đây là loài đặc hữu của Cameroon, có ở đầm nước.